# Stefano Sollima
Stefano Sollima (Roma, 4 de mayo de 1966) es un cineasta y guionista italiano, reconocido por dirigir filmes como ACAB – All Cops Are Bastards (2012), Suburra (2015) y Sicario: Day of the Soldado (2018), al igual que las series de televisión Roma criminal (2006–2008), Gomorra (2014) y ZeroZeroZero (2020). En 2021 dirigió el filme Sin remordimientos, basado en la novela del mismo nombre de Tom Clancy.

## Filmografía

### Cortometrajes
| Año  | Título                 | Director | Escritor |
| ---- | ---------------------- | -------- | -------- |
| 1991 | Thanks                 | Sí       | Sí       |
| 1992 | Ipocrites              | Sí       | Sí       |
| 1993 | Sotto le unghie        | Sí       | Sí       |
| 2003 | Zippo                  | Sí       | Sí       |
| 2018 | The Legend of Red Hand | Sí       |          |

### Largometrajes
- ACAB – All Cops Are Bastards (2012)
- Suburra (2015)
- Sicario: Day of the Soldado (2018)
- Sin remordimientos (2021)

### Televisión
| Año       | Título                   | Director | Escritor | Notas        |
| --------- | ------------------------ | -------- | -------- | ------------ |
| 1999      | Un posto al sole         | Sí       |          |              |
| 2003–2007 | La squadra               | Sí       |          | 7 episodios  |
| 2005      | Ho sposato un calciatore | Sí       |          | 4 episodios  |
| 2006–2007 | Crimes                   | Sí       |          | 3 episodios  |
| 2008–2010 | Roma criminal            | Sí       |          | 22 episodios |
| 2009      | Mal'aria                 |          | Sí       | Telefilme    |
| 2014–2016 | Gomorra                  | Sí       |          | 10 episodios |
| 2019      | ZeroZeroZero             | Sí       | Sí       | 1 episodio   |